# Иока, Хироки
Хиро́ки Ио́ка (яп. 井岡 弘樹; род. 8 января 1969 года в Сакаи, Япония) — японский боксёр-профессионал, чемпион мира по версии WBC (1987—1988) в минимальном весе, чемпион мира по версии WBА (1991—1992) в первом наилегчайшем весе.

## Биография
Иока родился 8 января 1969 года в японском городе Сакаи, расположенном в префектуре Осака. Профессиональную карьеру Хироки начал в 1986 году, в возрасте 17 лет. В восьмом по счёту профессиональном бою он завоевал титул чемпиона Японии в минимальном весе, победив по очкам соотечественника Кендзи Оно. В 1987 году Иока получил право драться за учреждённый титул чемпиона мира по версии WBC в минимальной весовой категории и, победив 18 октября тайца Маи Тхомбурифарма единогласным решением судей, завоевал чемпионское звание. Хироки сумел дважды защитить свой титул, но 13 ноября 1988 года в повторном бою с тайским боксёром Напой Кьятванчаем проиграл большинством судейских решений и потерял пояс. 10 июня 1989 года Иока предпринял попытку вернуть утраченный чемпионский титул, но в третьем поединке с Кьятванчаем был нокаутирован в 11 раунде.
После данного поражения Хироки поднялся в первый наилегчайший вес, провёл ряд успешных рейтинговых боёв и 17 декабря 1991 года одержал громкую победу над непобежденным чемпионом мира по версии WBA корейцем Ю Мён У раздельным решением судей. Иока провёл две успешные защиты завоёванного титула, но 18 ноября 1992 года вновь ставший претендентом Ю Мён У возвратил себе принадлежавший японцу пояс, выиграв большинством решений судей.
В 1993 году Иока перешёл в наилегчайшую весовую категорию и в период до 1997 года трижды участвовал в чемпионских боях, пытаясь завоевать титул чемпиона мира по версии WBA, но неизменно проигрывал в них техническим нокаутом: венесуэльцу Давиду Гриману в 1993 году, тайцу Саен-Сору Плоенчиту в 1995 году, и в 1997-м — соотечественнику Гримана Хосе Бонилье.
С ноября 1997 года Иока выступал во второй наилегчайшей весовой категории. 29 апреля 1998 года он претендовал на титул WBA в бою с его обладателем, японским боксёром Сатоси Иидой, но проиграл большинством решений судей.
Свой последний поединок в профессиональной карьере Хироки провёл 19 декабря 1998 года с будущим многолетним чемпионом мира по версии WBC во втором наилегчайшем весе Масамори Токуямой, проиграв техническим нокаутом в 5 раунде.
После завершения карьеры Иока открыл в Осаке свой боксёрский зал.

## Профессиональная карьера
На профессиональном ринге Иока дебютировал 23 января 1986 года, выступал в минимальной, первой наилегчайшей, наилегчайшей и второй наилегчайшей весовых категориях, все свои бои провёл на родине, в Японии.

### 1986—1989 годы
Выиграв на старте профессиональной карьеры семь поединков подряд, причём пять из них — досрочно, в 1987 году Иока провёл свой первый титульный бой. В его противостоянии с соотечественником Кендзи Оно на кону стоял пояс чемпиона Японии в минимальном весе. Хироки одержал победу по очкам и получил право драться за звание чемпиона мира по версии WBC в данной весовой категории. Его соперником Всемирный боксёрский совет назначил чемпиона Таиланда в первом наилегчайшем весе Маи Тхомбуриафарма.

#### Бой с Тхомбуриафармом
|                  |                                                                   |                                                                   |
| Соперник         | Маи Тхомбуриафарм                                                 | Маи Тхомбуриафарм                                                 |
| Место проведения | «Kinki University Auditorium», Осака, Япония                      | «Kinki University Auditorium», Осака, Япония                      |
| Результат        | Победа Иоки единогласным решением судей в двенадцатираундовом бою | Победа Иоки единогласным решением судей в двенадцатираундовом бою |
| Статус           | Бой за звание чемпиона мира по версии WBC в минимальном весе      | Бой за звание чемпиона мира по версии WBC в минимальном весе      |
| Рефери           | Марти Денкин                                                      | Марти Денкин                                                      |
| Счёт судей       | Лу Филиппо: 119:109; Сид Рубенстейн: 120:105; Рэй Солис: 119:111  | Лу Филиппо: 119:109; Сид Рубенстейн: 120:105; Рэй Солис: 119:111  |
|                  | Иока                                                              | Тхомбуриафарм                                                     |
| Вес              | 47,5                                                              | 47,6                                                              |
| Результаты боёв  | 8-0                                                               | 11-1                                                              |

Бой состоялся 18 октября 1987 года. Несмотря на одиннадцать побед на профессиональном ринге, таец серьёзно уступал Иоке в классе. Японский боксёр не сумел закончить поединок досрочно, но доминировал по ходу всего боя, что и отразили судейские записки. Выиграв единогласным решением судей 119:109, 120:105, 119:111, Иока стал первым чемпионом мира по версии WBC в данной весовой категории.
В январе 1988 года Хироки вышел на первую защиту завоёванного титула. В роли претендента в этом бою выступил корейский боксёр Ли Гён Ён, ставший чемпионом мира по версии IBF в минимальном весе в июне 1987 года, но в декабре 1987 года оставивший пояс вакантным ради боя с Иокой.

#### Бой с Ли
|                  |                                                                                                   |                                                                                                   |
| Соперник         | Ли Гён Ён                                                                                         | Ли Гён Ён                                                                                         |
| Место проведения | «Osaka-Jo Hall», Осака, Япония                                                                    | «Osaka-Jo Hall», Осака, Япония                                                                    |
| Результат        | Победа Иоки техническим нокаутом в 12 раунде двенадцатираундового боя                             | Победа Иоки техническим нокаутом в 12 раунде двенадцатираундового боя                             |
| Статус           | Бой за звание чемпиона мира по версии WBC в минимальном весе (1-я защита Иоки)                    | Бой за звание чемпиона мира по версии WBC в минимальном весе (1-я защита Иоки)                    |
| Рефери           | Марти Денкин                                                                                      | Марти Денкин                                                                                      |
| Счёт судей       | Тони Кастельяно: 105:104; Хосе Хуан Герра: 105:105; Джерри Рот: 104:105 (на момент остановки боя) | Тони Кастельяно: 105:104; Хосе Хуан Герра: 105:105; Джерри Рот: 104:105 (на момент остановки боя) |
| Время            | 1:36 минут                                                                                        | 1:36 минут                                                                                        |
|                  | Иока                                                                                              | Ли                                                                                                |
| Вес              | 47,6                                                                                              | 47,6                                                                                              |
| Результаты боёв  | 9-0                                                                                               | 11-0                                                                                              |

Противостояние двух боксёров, не имевших на момент боя поражений на профессиональном ринге, проходило в упорной борьбе. Перед заключительным раундом на картах судей значился ничейный итоговый результат, но в завершающем трёхминутном отрезке поединка чемпион сумел добиться решающего преимущества и победить корейца техническим нокаутом.
В период с 5 июня 1988 года по 10 июня 1989 года значимым событием в карьере Иоки стали его чемпионские бои с тайцем Напой Кьятванчаем.